# Proceso de Kimberley

Países signatarios del Proceso de Kimberley.

The Kimberley Process Certification Scheme (KPCS) es un sistema de certificaciones diseñado para evitar que los diamantes conflictivos entren en el mercado de los diamantes. Se preparó para intentar garantizar a los clientes que no estaban financiando guerra ni abusos de los derechos humanos con la compra de diamantes. Entre un 99% y un 97% del mercado de diamantes tiene lugar entre países que forman parte del plan. 
El KPCS surgió de una reunión de los estados productores de diamantes de África en Kimberley, Sudáfrica, en mayo de 2000. En diciembre de 2000 las Naciones Unidas elaboró una resolución para la creación de un sistema de certificación que garantizara que los diamantes no habían sido vendidos para financiar guerras civiles. En noviembre de 2002 el KPCS se pactó entre los países productores y compradores de diamantes y compañías que se dedicaban a la producción de diamantes, destacando De Beers y World Diamond Council. Angola asumió la presidencia pro tempore en 2014.
La Unión Europea cuenta con un reglamento (Reglamento (CE) n.º 2368/2002) por el que se aplica el sistema de certificación del proceso de Kimberley para el comercio internacional de diamantes en bruto.

## Funcionamiento
Para que un país pueda participar debe asegurar:
1. Que cualquier diamante originario del país no financie un grupo rebelde u otra entidad que tenga como objetivo la destitución de un gobierno reconocido por las Naciones Unidas.
2. Que cada diamante que se exporte venga acompañado con un certificado que garantice que cumple con el Proceso de Kimberley
3. Que no haya diamantes importados o exportados a un país que no forme parte del plan.

Este plan de tres pasos es para asegurar una "cadena" de países que negocien exclusivamente con diamantes que no sean diamantes conflictivos (diamantes de sangre).
En 2004, El Congo fue expulsado del sistema de certificación debido a que fue incapaz de probar el origen de sus diamantes. Para países económicamente dependientes de la exportación de diamantes, este es un castigo sustancial ya que le impide vender sus diamantes con una gran parte del resto del mundo.

## Críticas al proceso
Mientras el proceso ha sido bien recibido por grupos interesados en mejorar la situación de los derechos humanos en países donde antes estaban afectados por los diamantes de zonas en conflicto, como puede ser Angola, algunos sugieren que todavía no se ha llegado suficientemente lejos. Por ejemplo, Amnistía Internacional dice: 

Damos la bienvenida al proceso de Kimberley como un gran paso en la gestión del problema de los diamantes conflictivos. Pero hasta que el comercio del diamante este sujeto a un control obligatorio e imparcial, no habrá garantías efectivas que todos los diamantes sean identificados y retirados del mercado.

La organización canadiense One Sky coincide con el punto de vista de Amnistía Internacional asegurando:

"Implementado de una manera efectiva, el Proceso de Kimberley, se garantiza que los diamantes no puedan usarse para financiar guerras y atrocidades... Aun así, sin un sistema de revisiones expertas, independientes y periódicas de todos los países, la totalidad del proceso queda vulnerable al abuso.

Un ejemplo de abuso podría ser el contrabando de los diamantes conflictivos de un país sin certificación a un país certificado, tanto para hacerlos pasar ante los demás países como diamantes propios y exportarlos, como para su distribución y venta dentro de ese país. El problema radica en que en alguna de las etapas de exportación del producto, el proceso sea violado y se introduzcan diamantes conflictivos(diamantes de sangre).
Sin embargo, a pesar de las críticas, el proceso ha logrado disminuir significativamente el número de diamantes conflictivos vendidos y ha ayudado a terminar una serie de conflictos incluyendo la guerra civil angoleña.

## Naciones que participan en el proceso
1. Angola
2. Armenia
3. Australia
4. Bielorrusia
5. Botsuana
6. Brasil
7. Canadá
8. China
9. Chile
10. República Centroafricana
11. Costa de Marfil
12. Los 28 países miembros de la Unión Europea
13. Estados Unidos
14. Ghana
15. Guinea
16. Guyana
17. India
18. Israel
19. Japón
20. Corea del Sur
21. Laos
22. Líbano
23. Lesoto
24. Malasia
25. Mauricio
26. México
27. Namibia
28. Noruega
29. Panamá
30. Rusia
31. Singapur
32. Sierra Leona
33. Sudáfrica
34. Sri Lanka
35. Suiza
36. Tanzania
37. Tailandia
38. Togo
39. Ucrania
40. Emiratos Árabes Unidos
41. Venezuela
42. Vietnam
43. Zimbabue